# Century Child
Century Child je čtvrté řadové album skupiny Nightwish, vydané v roce 2002 na labelu Spinefarm Records. Je to první album s baskytaristou a vokalistou Marco Hietalou.
Toto album je významný posun oproti těm předešlým a to jak z hlediska hudby, tak i textů, poprvé se zde objevuje orchestrální doprovod. Velký krok dopředu udělali také vokalisti Tarja Turunen a Marco Hietala, v písních jako „Slaying the Dreamer“, „Dead to the World“ nebo „The Phantom of the Opera“ je znát velký kus práce v interpretaci. Album obsadilo 1. místo ve Finském žebříčku a dostalo se mu silně pozitivní recenze.

## Seznam skladeb

### Standardní edice
|     | Název                                                                         | Skladatel(é)                                                   | Length |
| --- | ----------------------------------------------------------------------------- | -------------------------------------------------------------- | ------ |
| 1.  | „Bless the Child“                                                             | Tuomas Holopainen                                              | 6:12   |
| 2.  | „End of All Hope“                                                             | Tuomas Holopainen                                              | 3:54   |
| 3.  | „Dead to the World“                                                           | Tuomas Holopainen                                              | 4:19   |
| 4.  | „Ever Dream“                                                                  | Holopainen                                                     | 4:43   |
| 5.  | „Slaying the Dreamer“                                                         | Holopainen & Vuorinen                                          | 4:31   |
| 6.  | „Forever Yours“                                                               | Holopainen                                                     | 3:51   |
| 7.  | „Ocean Soul“                                                                  | Holopainen                                                     | 4:14   |
| 8.  | „Feel For You“                                                                | Holopainen                                                     | 3:54   |
| 9.  | „The Phantom of the Opera“                                                    | Andrew Lloyd Webber / Charles Hart, Richard Stilgoe, Mike Batt | 4:09   |
| 10. | „Beauty of the Beast“ (Long Lost Love - One More Night to Live - Christabel)" | Hietala, Vuorinen & Holopainen                                 | 10:24  |

Edice Spinefarm UK Collector's
|     | Název                                                                         | Skladatel(é)                                                   | Length |
| --- | ----------------------------------------------------------------------------- | -------------------------------------------------------------- | ------ |
| 1.  | „Bless the Child“                                                             | Holopainen                                                     | 5:12   |
| 2.  | „End of All Hope“                                                             | Holopainen                                                     | 3:54   |
| 3.  | „Dead to the World“                                                           | Holopainen                                                     | 4:19   |
| 4.  | „Ever Dream“                                                                  | Holopainen                                                     | 4:43   |
| 5.  | „Slaying the Dreamer“                                                         | Holopainen & Vuorinen                                          | 4:31   |
| 6.  | „Forever Yours“                                                               | Holopainen                                                     | 3:51   |
| 7.  | „Ocean Soul“                                                                  | Holopainen                                                     | 4:14   |
| 8.  | „Feel For You“                                                                | Holopainen                                                     | 3:54   |
| 9.  | „The Phantom of the Opera“                                                    | Andrew Lloyd Webber / Charles Hart, Richard Stilgoe, Mike Batt | 4:09   |
| 10. | „Beauty of the Beast“ (Long Lost Love - One More Night to Live - Christabel)" | Hietala, Vuorinen & Holopainen                                 | 10:24  |
| 11. | „Lagoon“ (bonus)                                                              | Holopainen                                                     | 3:47   |
| 12. | „The Wayfarer“ (bonus)                                                        | Holopainen                                                     | 3:25   |
| 13. | „Bless the Child“ (edit)                                                      | Holopainen                                                     | 4:09   |
| 14. | „End of All Hope“ (live)                                                      | Holopainen                                                     | 4:12   |
| 15. | „Dead to the World“ (live)                                                    | Holopainen                                                     | 4:46   |

## Umělci podílející se na albu

### Členové kapely
- Tarja Turunen – zpěv
- Erno „Emppu“ Vuorinen – kytara
- Marco Hietala – baskytara, zpěv
- Tuomas Holopainen – klávesy
- Jukka Nevalainen – bicí

### Hosté
- Sam Hardwick – Mluvené části
- Kristiina Ilmonen – Plechová píšťala
- Joensuu City Orchestr – Orchestr